# حكايات خرافية أمريكية
حكايات خرافية أمريكية (بالإنجليزية: American Fairy Tales)‏ هي عنوان مجموعة من اثني عشر قصة خيالية بقلم ليمان فرانك بوم، والتي نشرت في عام 1901 من قبل شركة جورج إم هيل التي أصدرت رواية ساحر أوز العجيب في العام السابق. تم تصميم الغطاء وصفحة العنوان وحدود الصفحة من قبل رالف فليتشر سيمور؛ وتم تزويد كل قصة برسمتين توضيحيتين بالأسود والأبيض وملء صفحة كاملة، واشترك في رسومها كل من هاري كينيدي، آيك مورغان، نورمان بي هول.